# La Valle
La Valle es una localidad y comune italiano de la provincia de Bolzano, región de Trentino-Alto Adigio, con 1.251 habitantes.

## Idioma ladino
En La Valle, como en toda la Val Badia no se hablan oficialmente nì el idioma italiano, nì el idioma alemán, sino la lengua ladina. Aunque la gente habla solo ladino entre sí, sabe hablar italiano y el alemán que se emplean para la comunicación con los turistas. Los hablantes del ladino son una minoría lingüística de Italia oficialmente reconocida. En la valle un 97,66% de la población habla como lengua materna ladino, un 1,53% habla como lengua materna el alemán y solo un 0,81% (casi 12 personas) de la población habla como lengua materna el idioma italiano.

## Evolución demográfica
| Gráfica de evolución demográfica de La Valle entre 1861 y 2001 |
|                                                                |
| Fuente ISTAT - elaboración gráfica de Wikipedia                |